# Messicobolus monticola
Messicobolus monticola är en mångfotingart som först beskrevs av Pocock 1908.  Messicobolus monticola ingår i släktet Messicobolus och familjen Messicobolidae. Inga underarter finns listade i Catalogue of Life.